# Îlets Pigeon
Les îlets Pigeon sont deux petites îles – appelées Grand Îlet et Petit Îlet – situées au large de Malendure, sur la commune de Bouillante, en Guadeloupe. Ce site fait partie de la réserve Cousteau.

## Toponymie
Le nom de « Pigeon » est celui d'un propriétaire terrien du XVIIe siècle nommé Anthoine Pigeon. Les îlets ont aussi été appelés « îlets à Goyave », les îlets comportant alors de nombreux goyaviers.
Autour des îlets se trouvent des sources chaudes. L'une, à 26 m de profondeur est au nord de l'îlet et une autre se situe sur la petite plage de sable blanc à l'est.

## Statut
Les îlets Pigeon sont la propriété de l'État et sont gérés par l'office national des forêts. Ils sont protégés à divers titres : zone naturelle d'intérêt écologique, faunistique et floristique de type I depuis 1996 ; ils sont inscrits comme sites naturels classés et font partie du Parc national de la Guadeloupe. À ce titre ils sont reconnus comme Réserve de biosphère par l'UNESCO.
Le 28 février 2019, Météo France a mis à l'eau, à proximité des îlets dans le domaine de la réserve naturelle, un houlographe chargé de la prévention des risques naturels majeurs liés à la mer (dépressions tropicales et cyclones principalement) sur la côte Caraïbe de l'archipel ; celui de la côte Atlantique est immergé au Moule.

## Géologie
Les îlets sont d'origine volcanique, les roches sont principalement constituées d'andésite.

## Flore
Les îlets comptent une vingtaine d'espèces d'arbres, L'espèce dominante est le poirier-pays Tabebuia heterophylla. Sont aussi fréquents mais dans une moindre mesure, Ficus citrifolia, le manceniller, Hippomane mancinella, Capparis flexuosa, le frangipanier blanc, Plumeria alba, Lonchocarpus punctatus, Piscidia carthaganensis, Haematoxylum campechia, Capparis indica.

## Faune
Le seul mammifère indigène est le molosse commun. Le rat noir a envahi les îlets. Les reptiles sont : l'anolis de la Guadeloupe, Anolis marmoratus et le sphérodactyle bizarre, Sphaerodactylus fantasticus, indigènes ; l'iguane verte, Iguana iguana, l'hémidactyle mabouia, Hemidactylus mabouia, le gymnophtame d'Underwood, Gymnophtalmus underwoodi sont naturalisés. Les îlets accueillent également une espèce endémique de scorpion, le Oiclus cousteaui.
Les îlets abritent une soixante d'espèces d'insectes, communes à la Guadeloupe continentale, principalement composée de coléoptères (trente espèces) et d'une belle diversité de lépidoptères (dix-neuf espèces).

## Tourisme
Le site est fréquenté par les touristes qui pratiquent le PMT (Palmes-Masque-Tuba) dans la Réserve Cousteau, débarquant dans les îlets en canoë

## Galerie

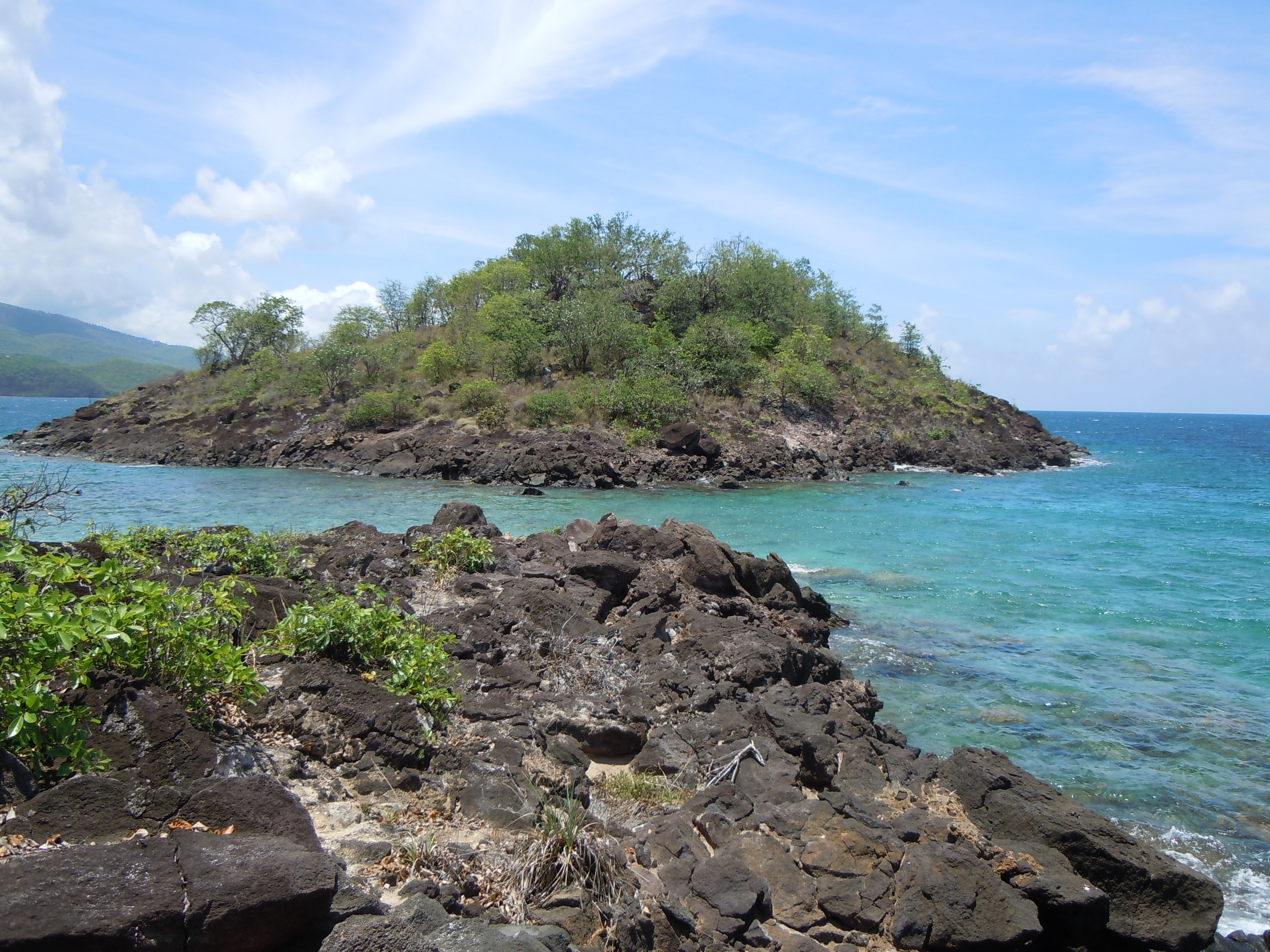
Vue de Petit Îlet depuis Grand Îlet.
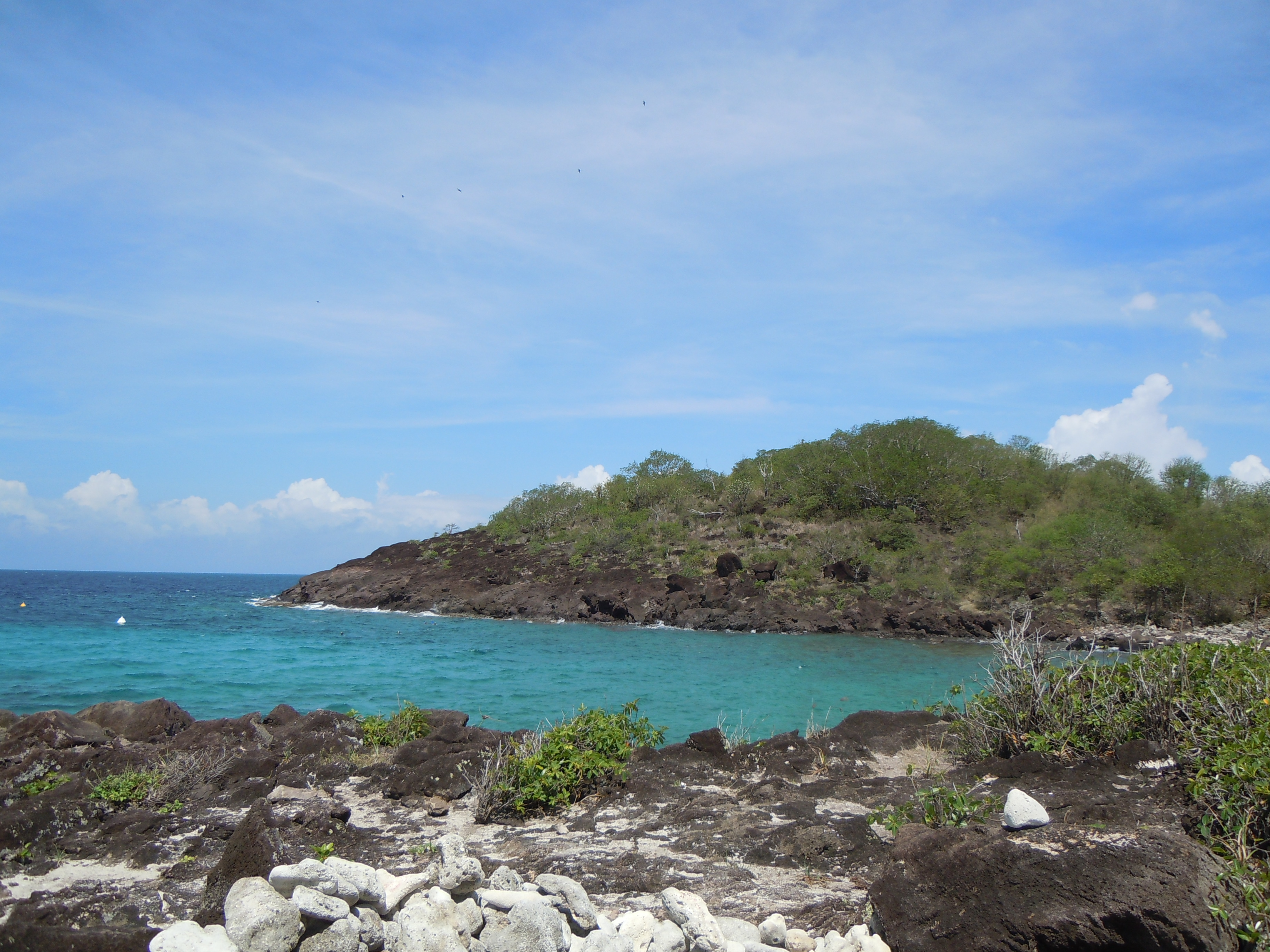
Grand Îlet: "la Piscine" et la Pointe Baracuda"
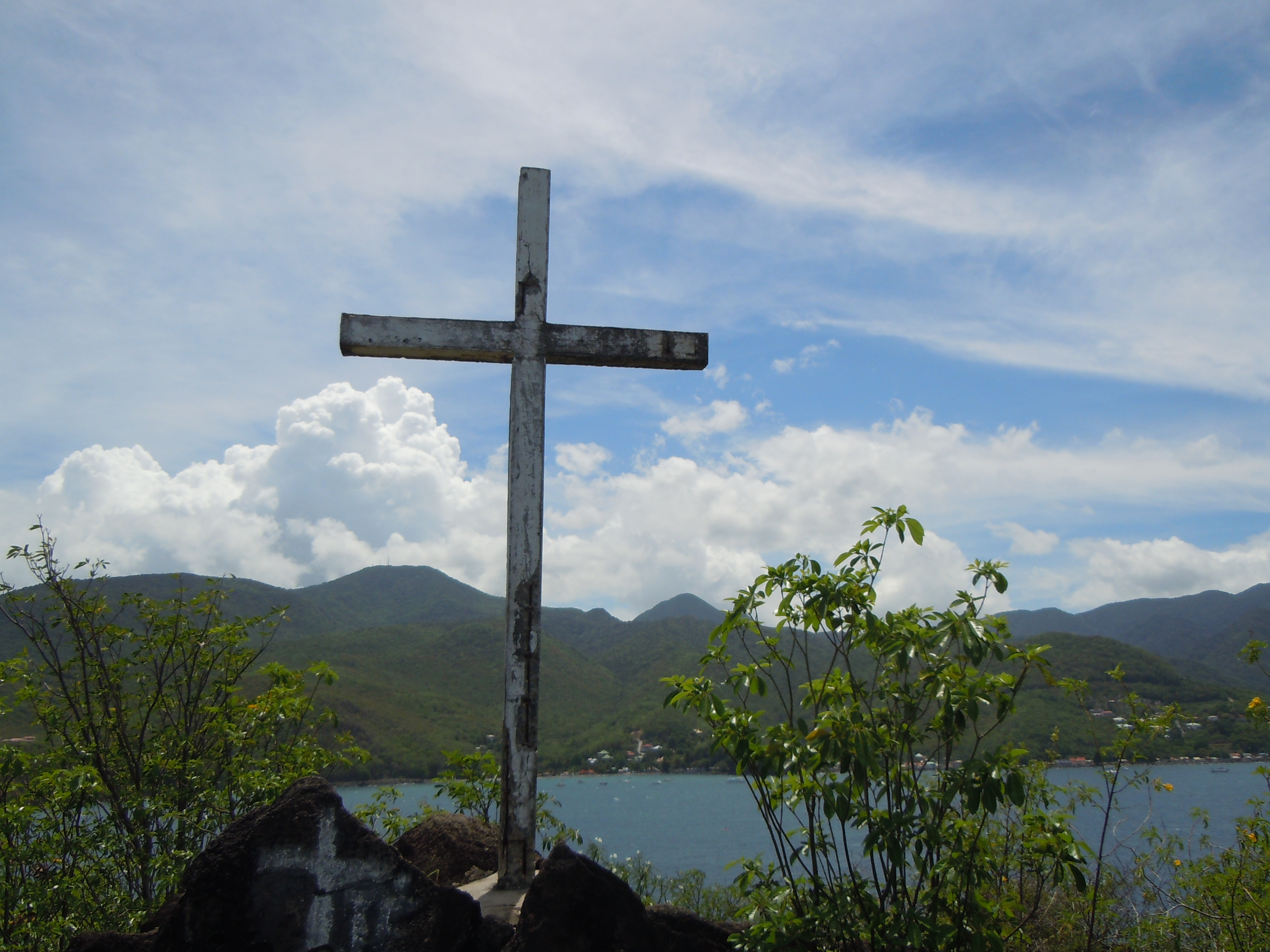
Calvaire au sommet de Grand Îlet.
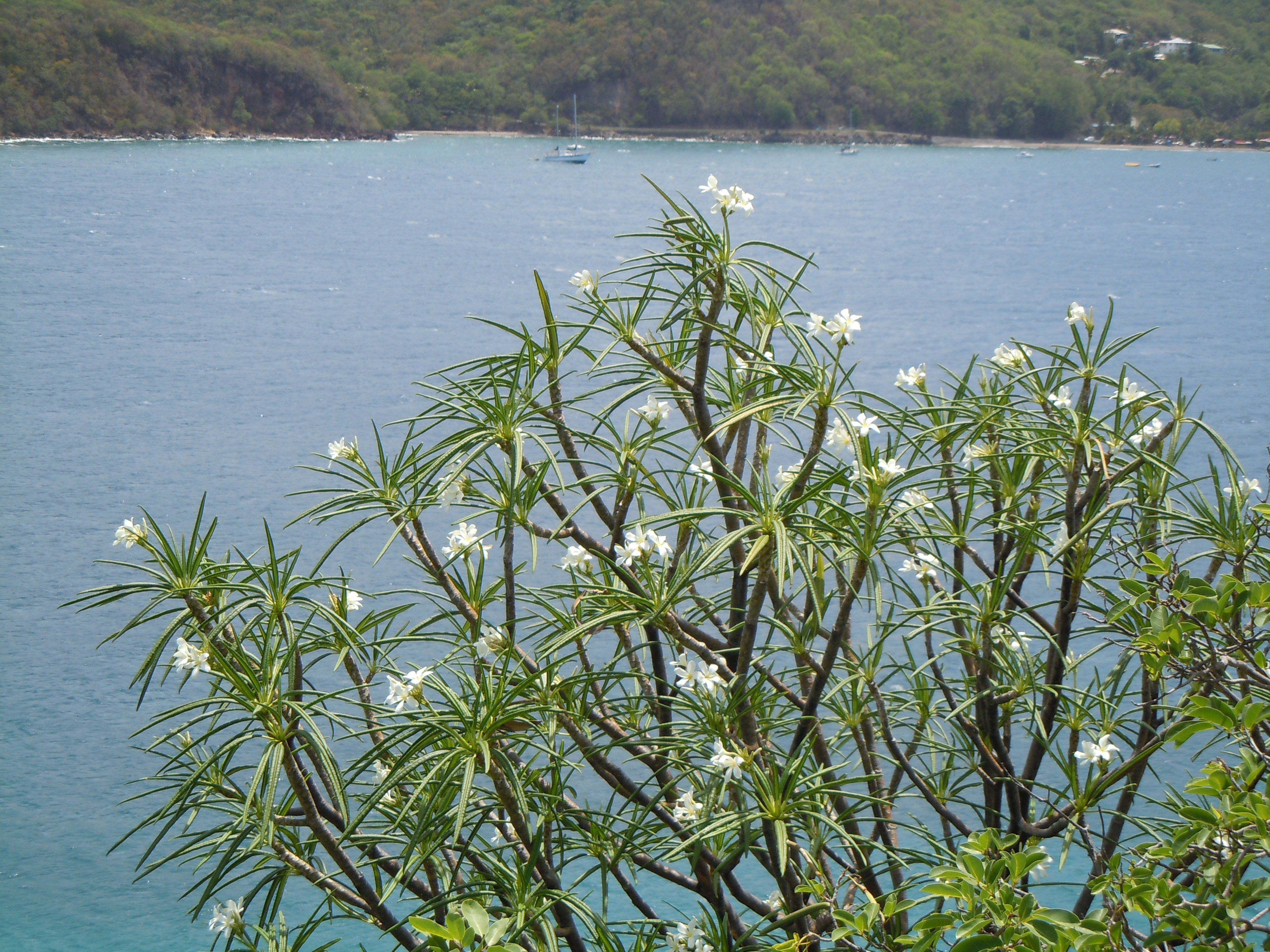
Frangipanier blanc (Plumeria alba), sur Grand Îlet.